# 農業労働者

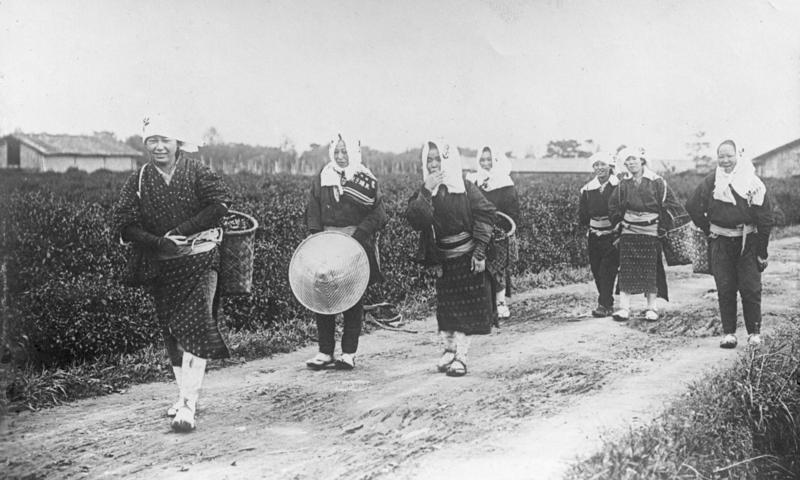
茶のプランテーションにおける作業へと向かう中国人農業労働者たち。1932年、中国で撮影。

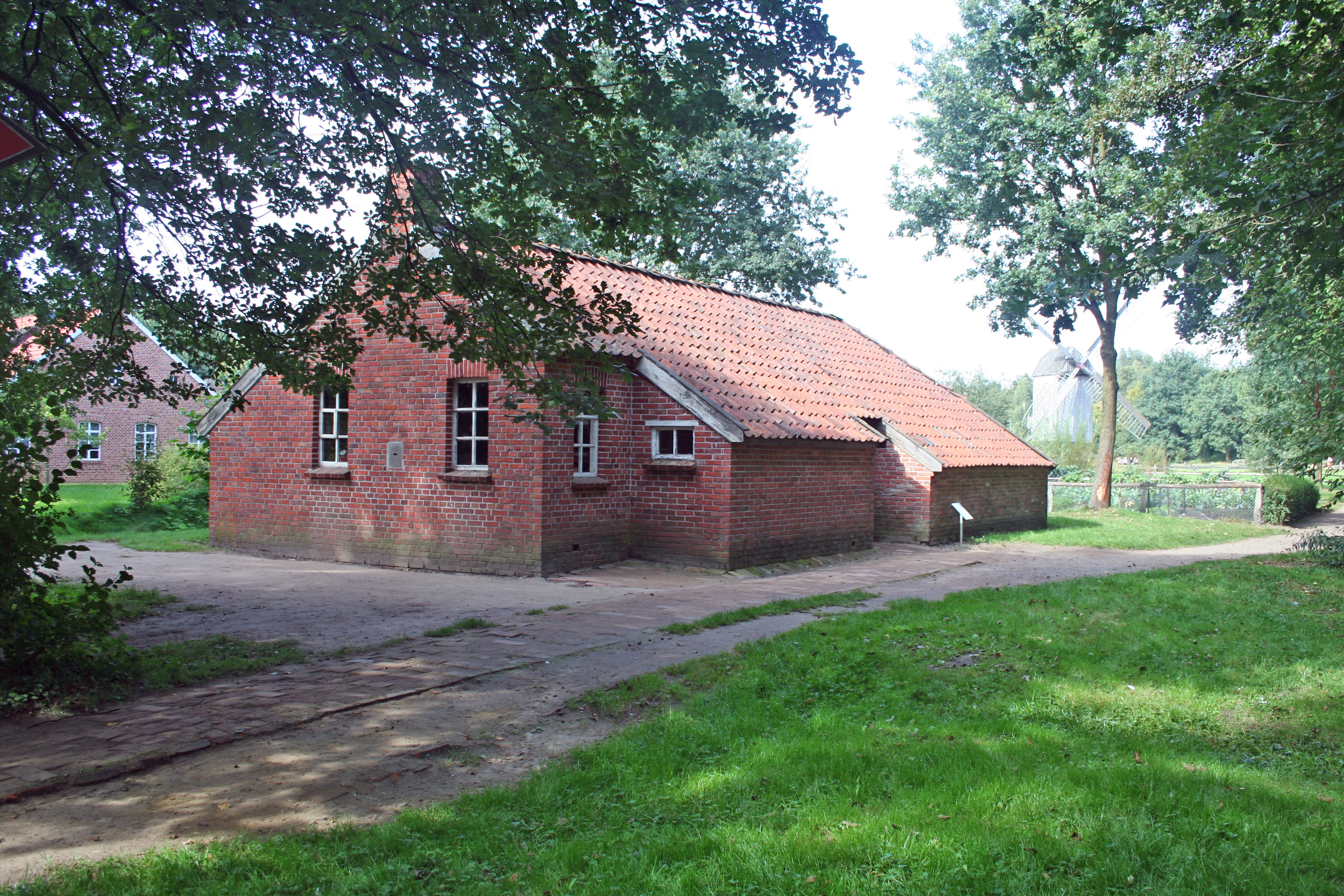
クロッペンブルク野外博物館の農業労働者宿舎。
グルフハウス様式の建物であり、生活空間とともに馬小屋や納屋が組み込まれている。

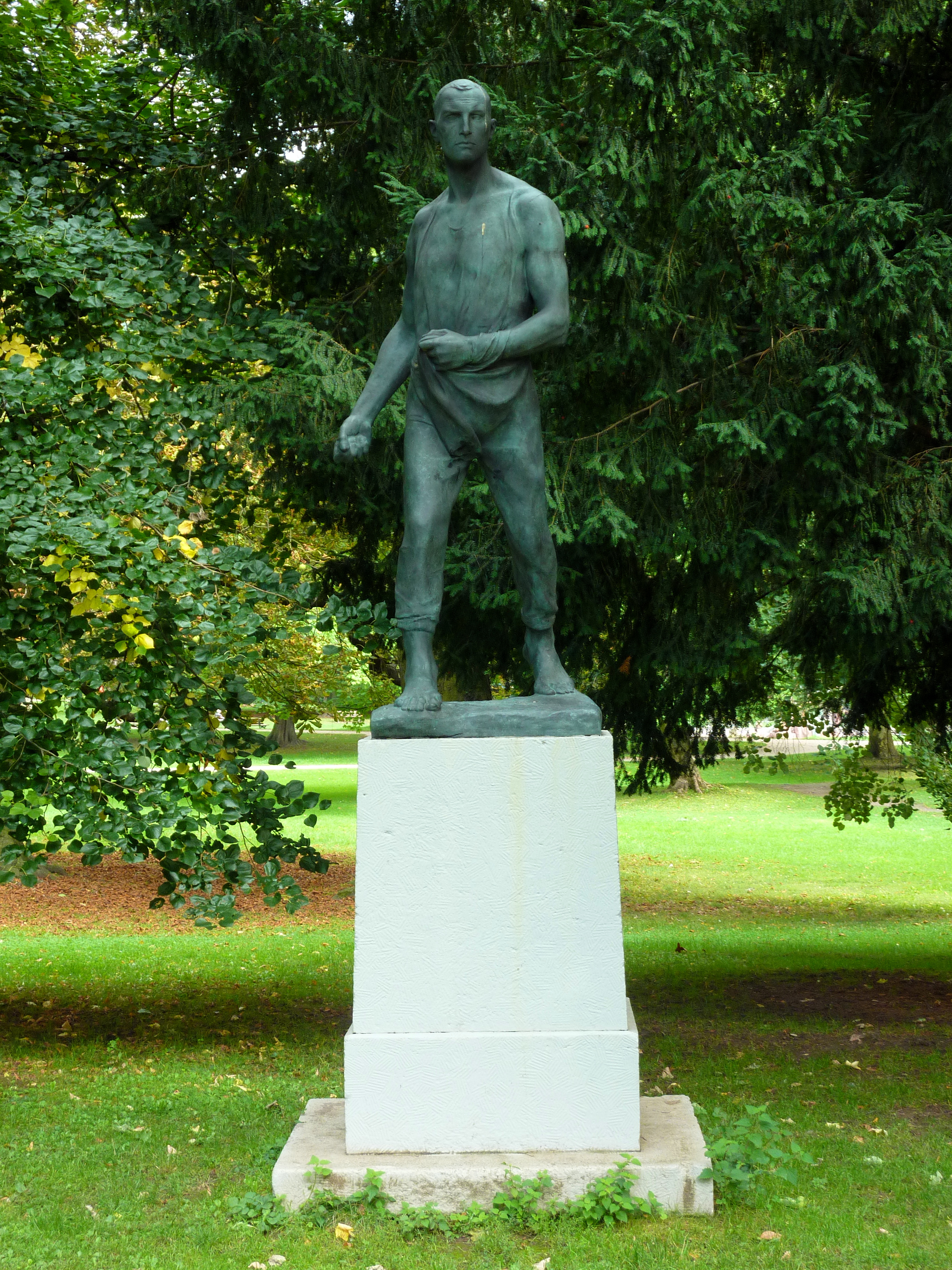
フランクフルト・アム・マインのノルトエント東地区にあるギュンタースブルク公園に設置された、コンスタンティン・ムニエ作の彫刻「種まく人」。

農業労働者（のうぎょうろうどうしゃ、ドイツ語: Landarbeiter、英語: agricultural labourer）は、自らは農地を所有せず、もっぱら給与を受け取る賃労働として労働力を提供し、農業に従事する者。
非農業的就労機会の増大や、機械化など農業の近代化、効率化により、20世紀を通して多くの地域で農業労働者の減少傾向が見られた。

## 基本的な類型
理論的に厳密な意味での農業労働者は、資本主義的生産様式が農業分野にも貫徹し、資本家的農業経営がなされている状態が前提となるが、実際にはイギリス以外ではこれに当てはまる状況はおこらなかった。このため、他の諸国における農業労働者には、単なる賃労働的雇用関係にとどまらない、先資本主義的関係の残存物である身分的隷属の下に置かれた農業労働者が広く見られた。かつてのプロイセン〜ドイツ帝国のユンカー制の下における作男や、農地解放前の日本における若勢、作男（作女）は、そうした例である。
ユンカー制の作男（インステロイテ）は、少額の賃金を受け取るほか、打穀配当、小規模な自家生産や家畜飼育が認められていたが、19世紀末には、賃金と配当をもっぱら貨幣のみによって受け取るデプタントへと移行し、マックス・ヴェーバーはこれを純粋な貨幣賃金農業労働者への移行形態と考えた。
農業労働者には、常雇的なもののほか、もっぱら農繁期にのみ雇用される季節的農業労働者、移動農業労働者がある。

## 各地の農業労働者
西ヨーロッパや北アメリカにおける農業労働者の重要性は、20世紀半ば以降に急拡大し、東アジアやラテンアメリカにおいても該当者の数が増加し、社会的な重要性を拡大しつつある。南アメリカでは、1980年ころから農業労働者と小農の間の移行が生じつつあり、借金が返せず土地を失った小農たちが、様々な社会運動を起こしている（ブラジルにおける土地なし農民運動はその一例）。

### アメリカ合衆国
20世紀を通し、また現在も、カリフォルニア州の農業にとってメキシコ系アメリカ人は重要な役割を果たしてきた。アメリカ合衆国では1960年代に、セサール・チャベスの指導の下、メキシコ系農業労働者を組織した大規模な労働組合である農業労働者連合が組織され、アメリカ合衆国全域に影響を及ぼすほどのストライキ闘争を敢行した。
ヒューマン・ライツ・ウォッチは2012年にカリフォルニア州、ノースカロライナ州、ニューヨーク州における調査に基づいて『農園の恐怖』という報告書をまとめ、女性の出稼ぎ労働者が性的虐待の犠牲になっていると指摘した。

### スペイン
スペインでは、アフリカからの移民たちが、しばしば合法的な居住許可もないまま農業労働に従事している。2000年2月には、アンダルシア州の都市エル・エヒドで、モロッコからの労働者たちに対する人種主義的襲撃が発生した。

### ドイツ
ドイツでは、1991年から、農業、林業、ホテル業における季節労働者に関する法律が導入された。これに伴い、ポーランド、ルーマニア、ハンガリー、スロバキア、ブルガリアそれぞれとの、相互協定が取り交わされた。これによって季節労働者の契約期間は3か月を超えないものとされた。

### イスラエル
イスラエルでは、2万5千人ほどのタイ人農業労働者が、労働力の大部分を支えているとされ、「深刻な労働権の侵害」が起こっていると報じられている。

### 日本
日本では、田植え、稲刈り、その他の収穫などに出稼ぎという形で他地域の農業従事者を季節雇用することがあり、静岡県のミカン生産地へ東北地方から、岡山県のイグサ生産地へ徳島県山間部から季節労働者が入る例などが代表的な事例とされてきた。
第二次世界大戦後には、農地改革や、高度経済成長による非農業就業機会の拡大、機械化、化学化などの結果、常雇いの農業労働者（年雇）はほぼなくなり、季節的雇用も急減したが、1990年代を境として、周年型農業雇用は増加傾向に転じているとされる。
特に21世紀に入ってからは、研修生や技能実習生として事実上の外国人農業労働者を受け入れる例が増加しつつある。